# Havsgamar
Havsgamar é um curta-metragem mudo sueco de 1916, do gênero drama, dirigido por Victor Sjöström, com roteiro escrito por Fritz Magnussen.

## Elenco
- Greta Almroth - Gabriele
- John Ekman - Birger
- Nils Elffors - Anton
- Richard Lund - Arnold
- Rasmus Rasmussen - Hornung
- Jenny Tschernichin-Larsson - Sra. Arnold